# Künden
| Tibetische Bezeichnung                           |
| ------------------------------------------------ |
| Tibetische Schrift: ཀུན་ལྡན; ཀུན་ལྡན་རས་པ            |
| Wylie-Transliteration: kun ldan; kun ldan ras pa |
| THDL-Transkription: Künden; Künden Repa          |
| Chinesische Bezeichnung                          |
| Vereinfacht: 衮丹; 衮丹热巴                      |
| Pinyin:Gǔndān; Gǔndān Rèbā                       |

Künden (tib. kun ldan; * 1148; † 1217) oder Künden Repa (tib. kun ldan ras pa) war ein Schüler von Phagmodrupa (1110–1170). Er ist der jüngere Bruder von Gyeltsha (rgyal tsha; 1118–1195) bzw. Rinpoche Gyeltsha (rin po che rgyal tsha), der ebenfalls ein Phagmodrupa-Schüler war, und folgte diesem ins Phagdru-Kloster. Er gilt mit diesem zusammen als Gründer der Throphu-Kagyü-Schule. Die beiden Brüder Gyeltsha und Künden werden oft als Paar genannt.